# Tegs SK
Le Tegs SK est un club de hockey sur glace de Umeå en Suède. Il évolue en Hockeyettan, troisième échelon suédois.

## Historique
Le club est créé en 1898.

## Palmarès
- Aucun titre.